# Synagogue de Landsberg (1854-1938)

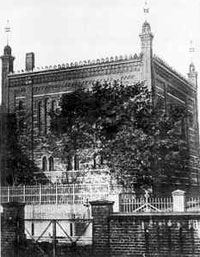
La synagogue de Landsberg

La synagogue de Landsberg-sur-Warthe ou synagogue de Gorzów Wielkopolski, située dans la Baderstrasse (actuellement rue Łazienki) a été inaugurée en 1854, et été détruite en 1938 lors de la nuit de Cristal comme la plupart des autres lieux de culte juif en Allemagne.
Initialement appelée Landsberg puis Landsberg an der Warthe, la ville rattachée à la province du Brandebourg appartient à la Prusse puis à l'Allemagne jusqu'en 1945. Après la Seconde Guerre mondiale, la ville est annexée par la Pologne conformément aux accords de Potsdam et prend alors le nom de Gorzów Wielkopolski (littéralement: Montagnes de Grande-Pologne).  La ville, chef-lieu de la voïvodie de Lubusz compte actuellement environ 125 000 habitants.

## Histoire de la communauté juive

### La communauté au Moyen Âge
On ignore la date exacte d'installation de Juifs à Landsberg. On suppose qu'ils arrivèrent après le grand incendie de 1350 qui ravagea la ville. Afin de soulager les victimes de l'incendie, Louis V de Bavière, margrave de Brandebourg, diminue pendant cinq ans toutes les contraintes et autorise les Juifs à s'installer en ville pour relancer l'économie. Dans un document du 6 juin 1350, le margrave accorde aux villes de la Nouvelle Marche l'autorisation d'accueillir les Juifs expulsés d'autres États.
Le quartier juif est alors situé au sud-ouest de la ville entre les rues actuelles Sikorskiego, Spichrzowa, Młyńska et Wodna. On suppose qu'à l'époque la communauté juive avait ses institutions, sa synagogue, son cimetière et son Mikve (bain rituel).
En 1510, les Juifs du Brandebourg sont accusés de profanation d'hosties et sont expulsés des Marches. C'est la première expulsion connue des Juifs de Landsberg. Bien que vidé de ses Juifs, et occupé par des Chrétiens, l'ancien ghetto continue à s'appeler le quartier juif. Les habitants transforment le Mikve (bain rituel) en un bain public, ce que mentionne une source de 1525 Les Juifs chassés s'installent dans la Pologne proche, principalement dans les villes de l'ouest de la Grande-Pologne, comme Skwierzyna ou Międzyrzecz.

### La communauté duXVIIeauXXesiècleavant le nazisme
Dès 1649, d'après certains écrits, des Juifs sont de retour dans le Brandebourg, et leur présence dans la ville de Landsberg en 1656 est attestée par d'anciens documents. Mais officiellement, ils ne pourront retourner dans le Brandebourg qu'après le 21 mai 1671 quand l'électeur Frédéric-Guillaume de Brandebourg aura annulé le décret de bannissement. Leur nombre croit très rapidement à Landsberg qui devient la troisième plus forte concentration de Juifs dans le Brandebourg après Berlin et Francfort-sur-l'Oder.
Malgré une certaine animosité à l'égard des Juifs, ceux-ci sont appréciés pour leurs compétences commerciales et organisationnelles, particulièrement par les dirigeants qui ont besoin de personnes entreprenantes. Ils emploient des Hofjuden (Juifs de cour), dont certains vont acquérir des fortunes considérables et gagner les faveurs des gouvernants.
C'est entre autres le cas d'Israel Aaron, fournisseur de la cour de l'électeur Frédéric-Guillaume, qui lui dispensera des faveurs spéciales. Au milieu du XVIIe siècle, Israel Aaron s'installe à Landsberg, où il achète, ou fait construire un grand bâtiment sur deux niveaux, au 12 Luisenstraße, appelé plus tard Judenhaus (Maison des Juifs). Jusqu'à la construction de la synagogue en 1752, sa maison est le centre principal de la communauté juive en développement. Israel Aaron obtient aussi le 20 février 1672, de la part de l'électeur, le privilège que son rabbin Chaina, qui résidait déjà à Landsberg, soit nommé rabbin de Landsberg et de tous les Juifs de la Nouvelle Marche de Brandebourg, y compris des visiteurs, et que nul autre ne pourrait être nommé à ce poste. De ce fait, Landsberg, et non Berlin devient pour un temps la capitale de la communauté juive de Brandebourg.
La communauté juive de Landsberg va se développer rapidement. En 1690 on compte 21 familles juives représentant environ 200 personnes, mais la communauté n'a toujours pas de synagogue en raison d'un édit de 1671 interdisant d'en construire une. Jusqu'en 1752, les offices se déroulent dans des maisons privées ainsi que dans la Judenhaus.  C'est à cette date qu'est bâtie la première synagogue. La communauté possède aussi un cimetière, mentionné dès 1723, et situé au sud-ouest du centre-ville, sur la route de Kostrzyn.
En 1784, la population juive est de 293 personnes; en 1801 de 338 personnes; en 1829 de 313. En 1858 on compte 555 personnes, puis 601 en 1861. La communauté atteint son maximum en 1871 avec 730 membres, avant de décroitre à 606 en 1890.
L'importance sociale et économique des Juifs de Landsberg croit régulièrement. En 1869, ils obtiennent les mêmes droits que leurs voisins chrétiens. Dans la seconde moitié du XIXe siècle, la communauté fait face à une série importante de conversions au protestantisme. Les Juifs de Landsberg se considèrent allemands et prussiens et sont fiers de l'être. Il règne à Landsberg une atmosphère de coexistence pacifique entre les différentes religions qui durera jusqu'à la défaite allemande de 1918.
Malgré les conversions et les nombreux départs de familles vers Berlin, la communauté juive de Landsberg reste une communauté importante qui attire de fameux rabbins. En 1854, le rabbin Dr Schwabacher de Schwerin, en tant que rabbin de Landsberg, a l'honneur d'inaugurer la synagogue nouvellement construite.
Pour obtenir ce poste, le Dr Schwabacher était en compétition avec des candidats réputés, comme le rabbin Joseph Klein de Stolp (actuellement Słupsk), le rabbin Samuel Apolant (de) de Potsdam ou le rabbin Moritz Kirchstein de Berlin. Après le départ de Schwabacher pour Lviv puis Odessa, où il fonde la première communauté juive réformée en Russie, le Dr Marcus Jastrow devient le rabbin de Landsberg. Le Dr Heinrich Reichmann lui succède, puis le Dr Wilhelm Klemperer. Klemperer va occuper le poste pendant 21 ans jusqu'en 1885. Il sera suivi par le Dr Benhard Elsaß qui occupera le poste pendant 42 ans. Après lui, le poste est occupé par Heinrich Guttman. Le dernier rabbin de Landsberg est Fritz Plotke pendant les années 1934-1936.
À côté de la synagogue se trouve l'école religieuse, fondée en 1866 et gérée par la Talmud–Tora Verein (Association de Talmud Torah). La communauté juive de Landsberg est relativement prospère et de nombreuses familles font partie de l'élite économique et culturelle de la ville.  Parmi celles-ci, les familles Boas, Cohn, Groddeck, Herrmann, Heymann, Lemke, Mannheim, Obersitzko, Pieck, Reichmann, Scheibe, Schönflies et Weil.

### La période nazie
Malgré un fort degré d'assimilation de la communauté juive, l'antisémitisme et l'antijudaïsme fait sa réapparition après la Première Guerre mondiale. Lors des grandes émeutes urbaines du 25 et 26 juin 1919, de nombreux magasins et entrepôts détenus par des Juifs sont pillés. À Landsberg, en 1932 plus de 4 500 citoyens sont au chômage, représentant un adulte sur quatre. La propagande antisémite devient de plus en plus agressive. En avril 1932, les membres du Parti national-socialiste des travailleurs allemands (NSDAP, le parti nazi) de Landsberg accusent les transporteurs juifs d'être responsables de la baisse de la navigation fluviale et d'employer des Juifs polonais à la place de citoyens allemands. Selon eux, 99 % du transport fluvial est entre les mains des Juifs, qui jouent un jeu perfide. Les nazis sont aussi soupçonnés d'avoir jeté une bombe dans la maison du marchand  Alfred Mannheim le 17 août 1932. Les journaux locaux Landsberger Trommel et General Anzeiger se déchainent contre les Juifs. En janvier 1933, lors de la Journée de l'Allemagne, les chefs locaux des SA Rudi Arndt et des SS Erich von dem Bach-Zelewski, attaquent la presse juive de Landsberg de propagande communiste et d'autres maux, et accusant les Juifs de traitres de 1918, demandent leur extermination totale.
En 1933, lors de l'arrivée au pouvoir des nazis, la ville compte 435 habitants juifs. À partir du 1er avril 1933, commence en Allemagne le boycott des commerces et entreprises juives et à partir du 7 avril 1933, la révocation des fonctionnaires juifs. Dans le but de s'approprier la fortune des Juifs, les autorités obligent ceux-ci à vendre leurs biens à très bas prix. La maison de retraite juive est achetée par la municipalité au prix de 80 000 marks au lieu du prix estimé de 360 000 marks, pour la transformer en hôpital pour malades en phase terminale. Les 54 pensionnaires juifs qui y habitaient sont expulsés et envoyés à Berlin. 
Le magasin de meubles de la société Lewinson & Söhne, établie en 1864, est cédé au presbytère évangélique. Les magasins de Mme Bergmann et de Julius Heymann sont saisis. En 1938, les dernières grandes sociétés détenues par des Juifs, la société textile de Louis Cohn, créée en 1862 et l'usine de chaussures Salamander des frères Lemke qui produisait 1 500 paires de chaussures de haute qualité par jour et employait 400 ouvriers pour un chiffre d'affaires de 3 millions de marks, sont confisqués par la ville. Les frères Gerard et Horst Lemke réussirent à émigrer aux États-Unis avant la Seconde Guerre mondiale.
Lors de la nuit de Cristal, du 9 au 10 novembre 1938, la synagogue est incendiée par un détachement de SA.
Lors du recensement de mai 1939, 97 Juifs sont toujours présents à Landsberg. La grande majorité d'entre eux vont périr pendant la Shoah. Les derniers Juifs de la ville sont déportés en 1942. La ville est alors considérée Judenrein (libre de Juifs).
Après la Seconde Guerre mondiale, la ville est rattachée à la Pologne et prend le nom de Gorzów Wielkopolski. En 1962, on estime à environ 40 personnes le nombre de Juifs polonais vivant à Gorzów, et en 1967, on parle de 70 personnes d'origine juive.
À la suite des manifestations antisémites de mars 1968, beaucoup de Juifs décident de quitter la Pologne. Aujourd'hui, on ignore le nombre de personnes d'origine juive habitant Gorzów, qui pour la plupart cachent leurs origines.

## Histoire de la synagogue

### Les anciennes synagogues
Une première synagogue a été construite à Landsberg après 1350 et a dû fonctionner jusqu'à l'expulsion des Juifs de la ville en 1510.
Après le retour des Juifs au XVIIIe siècle, en raison d'un édit de 1671 interdisant de construire une synagogue, les offices se déroulent dans des maisons privées, et très certainement dans la Judenhaus appartenant à Israel Aaron, qui reçoit de l'électeur l'autorisation de faire célébrer le culte en privé.
En 1752, la communauté juive obtient l'autorisation de construire une synagogue. Celle-ci est située dans l'ancien quartier juif médiéval, peut-être sur le site de l'ancienne synagogue. On ignore son aspect extérieur, mais elle devait vraisemblablement être un bâtiment à colombages, construction typique de la région. Celle-ci va servir la communauté pendant les cent années suivantes. Devant l'accroissement de la communauté, il devient nécessaire de construire une synagogue plus importante.

### La nouvelle synagogue
En novembre 1851, l'ancienne synagogue est démolie pour laisser place à une nouvelle construction. La nouvelle synagogue est conçue en style néo-byzantin par l'architecte Tietz de Berlin. La construction va durer plus d'un an en 1853-1854 et coûter la somme de 16 000 thalers.
Le bâtiment en brique est construit selon un plan rectangulaire. Les pinacle couronnés de flèches avec l'étoile de David, sont situés aux quatre coins du toit. La lanterne octogonale, qui initialement devait couronner le toit à quatre pentes a été abandonnée pour des raisons d'économie. Les murs extérieurs sont faits de briques, avec les corniches et les parties ornementales en pierre. La surface développée du bâtiment est de 303 mètres carrés. Au-dessus de l'entrée de la synagogue se trouve inscrit le verset 56;7 du livre d'Isaïe en hébreu et en allemand: «  ma maison sera appelée une maison de prière, pour tous tes peuples, ».
On pénètre dans le bâtiment par la façade orientée à l'ouest, tout d'abord dans un vestibule avant d'accéder à la salle principale de prière, qui, sur trois côtés, est entourée de galeries pour les femmes. Les galeries sont soutenues par des colonnes en bois et  des candélabres décoratifs sont placés sur les balustrades.  Les fenêtres étroites et hautes sont décorées de motifs talmudiques. La peinture murale est principalement constituée de lignes entrelacées, avec par endroits des citations du Talmud. Le sol est couvert de carreaux en terre cuite richement décorés. Large de  plus de 16,4 m, le bâtiment est surmonté de fermes suspendues, dont les quatre poutres en porte-à-faux avec joints à goujon, taillées dans un superbe bois, embellissent le toit, et leur treillis servent au raidissement de l'ensemble. Face à l'entrée principale, devant le mur est, six marches permettent d'accéder à l'estrade situé devant l'Arche Sainte où sont gardés les rouleaux de Torah. Devant l'arche, on trouve un pupitre et devant lui l'Almenor pour la lecture des prières. L'Arche Sainte, richement décorée d'or et d'argent est mise en valeur sur un parement en chêne.
La synagogue contient 150 places pour les hommes au rez-de-chaussée et 135 pour les femmes dans les galeries.
Le 13 septembre 1854, se déroule la consécration solennelle de la synagogue. Le programme de la cérémonie a été conservé et la presse juive de l'époque décrit l'évènement qui était public comme impressionnant.
Pendant 84 ans, la synagogue est le centre de la vie cultuelle et culturelle de la communauté juive de Landsberg. Lors de la nuit de Cristal, du 9 au 10 novembre 1938, la synagogue est incendiée. En décembre 1938, les ruines sont vendues à la société Moritz. Elles ne seront rasées que dans les années 1950. Actuellement, au 4 rue Łazienki, sur l'emplacement de l'ancienne synagogue se trouve un bâtiment résidentiel construit dans les années 1960.
Le seul souvenir qui reste de la synagogue est une Hanoukkia (chandelier à neuf branches) actuellement déposée à l'Instytutu Historycznego w Warszawie (Institut historique juif de Varsovie).

## Littérature
- Christa Wolf décrit l'incendie de la synagogue en 1938 dans son livre Trame d'enfance[14]